# 냉과 열
"냉과 열"은 1967년 공개된 대한민국의 영화이다.

## 배역
- 신영균
- 김혜정
- 문정숙
- 허장강